# 채 여후
채 여후(蔡 厲侯)는 채나라의 제5대 군주이다. 성은 희(姬). 이름은 기록이 남아 있지 않아 알 수 없다. 채 궁후의 아들이다.